# Le plus grand défi de l'histoire de l'humanité
« Le plus grand défi de l'histoire de l'humanité » est une tribune publiée par le journal Le Monde le 3 septembre 2018, appelant le gouvernement à une action « ferme et immédiate » face au danger du réchauffement climatique. Elle figure en une du journal, avec pour titre L'appel de 200 personnalités pour sauver la planète.
L'impact de cette tribune est qualifié de « retentissant » et « sans précédent » pour un sujet concernant l'environnement,.

## Contexte
Elle a été lancée par l'actrice Juliette Binoche et l’astrophysicien Aurélien Barrau, à la suite de la démission de Nicolas Hulot de son poste de ministre d'État, ministre de la Transition écologique et solidaire, le 29 août 2018.

## Signataires
La liste des signataires est publiée par le journal Le Monde par ordre alphabétique.
Les personnalités sont classées par la principale profession ou activité : 
- Artistique[4] : Laurie Anderson, Sophie Calle, Boris Charmatz, Gregory Colbert, Philippe Decouflé, Marie-Agnès Gillot, Sylvie Guillem, Anish Kapoor, Maxence Laperouse, Peter Lindbergh et James Thierrée.
- Cinéma[4] : Isabelle Adjani, Pedro Almodóvar, Pierre Arditi, Niels Arestrup, Ariane Ascaride, Olivier Assayas, Yvan Attal, Josiane Balasko, Nathalie Baye, Emmanuelle Béart, Xavier Beauvois, Juliette Binoche, Dominique Blanc, John Boorman, Romane Bohringer, Carole Bouquet, Zabou Breitman, Valeria Bruni Tedeschi, Gabriel Byrne, Jane Campion, Isabelle Carré, Laetitia Casta, François Civil, Isabel Coixet, François Cluzet, Bradley Cooper, Brady Corbet, Marion Cotillard, Camille Cottin, Clotilde Courau, David Cronenberg, Alfonso Cuarón, Willem Dafoe, Alain Delon, Catherine Deneuve, Claire Denis, Valérie Dréville, Sandrine Dumas, Romain Duris, Lars Eidinger, Ralph Fiennes, Cécile de France, Stéphane Freiss, Thierry Frémaux, Jean-Michel Frodon, Anouk Grinberg, Ethan Hawke, Christopher Hampton, Nora Hamzawi, Isabelle Huppert, Agnès Jaoui, Mathieu Kassovitz, Cédric Klapisch, Thierry Klifa, Pános Koútras, Lou de Laâge, Laurent Lafitte, Jude Law, Patrice Leconte, Vincent Macaigne, Benoît Magimel, Sophie Marceau, Safy Nebbou, Pierre Niney, Claude Nuridsany, Clive Owen, Raphaël Personnaz, Denis Podalydès, Martin Provost, Charlotte Rampling, Robin Renucci, Tim Robbins, Muriel Robin, Isabella Rossellini, Brigitte Roüan, Céline Sallette, Rodrigo Santoro, Marjane Satrapi, Kristin Scott Thomas, Abderrahmane Sissako, Marianne Slot, Marion Stalens, Kristen Stewart, Peter Suschitzky, Małgorzata Szumowska, Béla Tarr, Gilles Taurand, Mélanie Thierry, Danièle Thompson, Jean-Louis Trintignant, John Turturro, Karin Viard, Polydoros Vogiatzis, Régis Wargnier, Jacques Weber, Wim Wenders, Lambert Wilson, Jia Zhangke et Elsa Zylberstein.
- Journalisme[4] : Laure Adler, Antoine de Caunes, Gérard Lefort, Nicolas Martin et Melita Toscan du Plantier.
- Littérature, philosophie[4] : Santiago Amigorena, Florence Burgat, Emmanuel Carrère, Anne Carson, Christiane Chauviré, Hélène Cixous, Camille Laurens, Andreï Makine, Virginie Maris, André Markowicz, Vincent Message, Jean-Luc Nancy, Michael Ondaatje et Corine Pelluchon.
- Musique[4] : Charles Aznavour, Jane Birkin, Benjamin Biolay, Mathieu Boogaerts, Cali, Alain Chamfort, Jeanne Cherhal, Nicole Croisille, Sébastien Delage, Vincent Delerm, Alexandre Desplat (lié au cinéma), Manu Dibango, Diane Dufresne, Marianne Faithfull, Frah (Shaka Ponk), Arthur H, Michel Jonasz, Camélia Jordana, Juliette, Angélique Kidjo, Laurent Lamarca, Bernard Lavilliers, Nolwenn Leroy, Louane, Luce, Ibrahim Maalouf, Abd al Malik, Nana Mouskouri, Helena Noguerra, Pomme, Susheela Raman, Raphaël, Régine, Albin de la Simone, Patti Smith, Alexandre Tharaud, Hélène Tysman, Rufus Wainwright et Sonia Wieder-Atherton.
- Scientifique, recherche[4] : Aurélien Barrau, Alain Benoit, Gilles Bœuf, Michel Cassé, Bernard Castaing, Françoise Combes, Béatrice Copper-Royer, Denis Couvet, Franck Courchamp, Philippe Descola, Hervé Dole, Pierre Fayet, Pierre-Henri Gouyon, Julien Grain, Mikhaïl Gromov, Jean Jouzel, Sandra Lavorel, Roland Lehoucq, Yvon Le Maho, Cécile Renault, Carlo Rovelli, Sabrina Speich et Pierre Vanhove.
- Théâtre[4] : Stéphane Braunschweig, Nicolas Briançon (également acteur), Irina Brook, Ivo van Hove, Ludovic Lagarde, Wajdi Mouawad, Arthur Nauzyciel, Thomas Ostermeier, Laurent Pelly, Dominique Pitoiset, Olivier Py, Jean-Michel Ribes, Éric Ruf (également au cinéma), Tom Stoppard et Bob Wilson.

## Justifications des signataires
- Aurélien Barrau, initiateur de la tribune avec Juliette Binoche, interviewé par Radio Canada le 4 septembre 2018 : « D'abord on sauve le monde, et après on voit »[5].
- Alain Delon : interviewé par le journal Le Monde, qui lui demande pourquoi il a signé alors que son « nom en bas d’un texte est rarissime », Alain Delon répond « C’est vrai, je signe rarement. La raison en est toute simple. Cela n’a rien à voir avec le départ de Nicolas Hulot du gouvernement [...] Les hommes — je parle de ces abrutis de mecs — sont en train de tuer le monde »[6].

## Suites données à la tribune
La tribune « Le plus grand défi de l'histoire de l'humanité » initie le contexte revendicatif écologique de la fin 2018, consécutif de la démission de Nicolas Hulot de son poste de Ministre d'État - Ministre de la Transition écologique et solidaire. La tribune est suivie d'un nouvel appel de 100 personnalités « Libérons l’investissement vert ! » qui paraît le 4 septembre 2018 dans le journal Alternatives économiques. Le texte demande au gouvernement « de lancer d'urgence un grand programme d'investissement public en faveur de la transition écologique », signé par des députés (Delphine Batho, Yannick Jadot, Barbara Pompili, François Ruffin, Boris Vallaud, etc.), des économistes, des militants syndicaux et associatifs. Le 7 septembre 2018, un appel de 700 scientifiques qui s'adresse aux décideurs politiques est publié dans le journal français Libération qui y consacre sa Une et ses huit premières pages.
Le 8 septembre 2018, la première marche pour le climat réunissant en France 115 000 manifestants, selon les organisateurs.
Deux mois après la publication de la tribune, Juliette Binoche poursuit son action en faveur de l'environnement en participant à la vidéo de soutien de la campagne de justice climatique L'Affaire du siècle.
Cette section ne s'appuie pas, ou pas assez, sur des sources secondaires ou tertiaires indépendantes du sujet.

Pour l'améliorer, ajoutez-en, ou placez des modèles {{Source secondaire souhaitée}} ou {{Source secondaire nécessaire}} sur les passages mal sourcés. (mai 2023)
En mai 2019, Aurélien Barrau publie un ouvrage reprenant le titre de cette tribune.
En mai 2020, Juliette Binoche et Aurélien Barrau publient une nouvelle tribune « Non à un retour à la normale » signée également par 200 personnalités, artistes et scientifiques, pour changer en profondeur nos modes de vie, de consommation et nos économies à l'occasion de la pandémie de Covid-19.